# 1410 Margret
1410 Margret eller 1937 AL är en asteroid i huvudbältet, som upptäcktes 8 januari 1937 av den tyske astronomen Karl Wilhelm Reinmuth i Heidelberg. Den har fått sitt namn efter den tyske astronomen Heinrich Vogts fru, Margret Braun. Även asteroiden 1411 Brauna är uppkallad efter henne.
Asteroiden har en diameter på ungefär 21 kilometer och den tillhör asteroidgruppen Eos.